# Castillon-de-Castets
Castillon-de-Castets är en kommun i departementet Gironde i regionen Nouvelle-Aquitaine i sydvästra Frankrike. Kommunen ligger i kantonen Auros som tillhör arrondissementet Langon. År 2018 hade Castillon-de-Castets 294 invånare.

## Befolkningsutveckling
Antalet invånare i kommunen Castillon-de-Castets
Referens:INSEE